# Марков, Виталий Александрович
Вита́лий Алекса́ндрович Ма́рков (род. 8 января 1968) — советский и российский футболист, полузащитник и защитник.

## Карьера
Воспитанник ленинградской СДЮШОР «Смена». С 1985 года — в составе местного «Зенита», за который провёл 2 матча в 1987 году в Кубке Федерации против «Кайрата» (0:2) и минского «Динамо» (0:3). В 1988 году пополнил ряды ленинградского «Динамо». В 1992—1993 годах и в 1996 году провёл 88 матчей за украинский клуб «Буковина». В 1994 году подписал контракт с клубом «Сатурн-1991». В 1997 году перешёл в «Спартак-Орехово». Завершил карьеру в 2000 году в луховицком «Спартаке».

## Достижения
- Серебряный призёр Первой лиги Украины: 1995/96
- Победитель зоны «Центр» Второго дивизиона России: 1998
- Победитель 6-й зоны Второй низшей лиги СССР: 1991